# 楊繪
楊繪（1027年—1088年），字元素，号先白，綿竹（屬今四川）人。 
生於仁宗天圣五年（1027年），嘉祐五年（1053年）进士，歷任通判、集賢校理、開封府推官。熙宁七年（1074年）七月因攻击新法，代陈襄为杭州知州，與蘇軾友好，九月與蘇軾踐別於西湖，官至翰林学士、御史中丞。晚年定居海阳县官溪都。元佑三年（1088年）卒。其墓位于今仙桥钱岗山西北坡。

## 延伸阅读
[在维基数据编辑]
 《宋史/卷322》，出自脱脱《宋史》